# Вулиця Володимира Коваленка (Чернігів)
Ву́лиця Володимира Коваленка —  вулиця міста Чернігова. Починається від вул. Шевченка і йде до вул. 1-ї Танкової бригади.
Перші будинки були зведені на початку XX ст., тоді ще на польовій дорозі. У 30-х роках польова дорога від вул. Революції (нині вул. Шевченка) до нинішньої вул. Героїв України отримала статус вулиці і назву — вул. Радгоспна. У 60-70-ті рр. вулицю продовжили на північ до вул. 1-ї Танкової бригади ( колишня вулиця Генерала Бєлова ) і перейменували на честь генерал-полковника, героя Радянського Союзу Миколи Пухова — головнокомандувача 13-ї армії, яка брала участь у відвоюванні Чернігова у німців під час Другої світової війни.
Вулиця переважно забудована індивідуальними житловими будинками, у кінці забудована багатоповерхівками. 

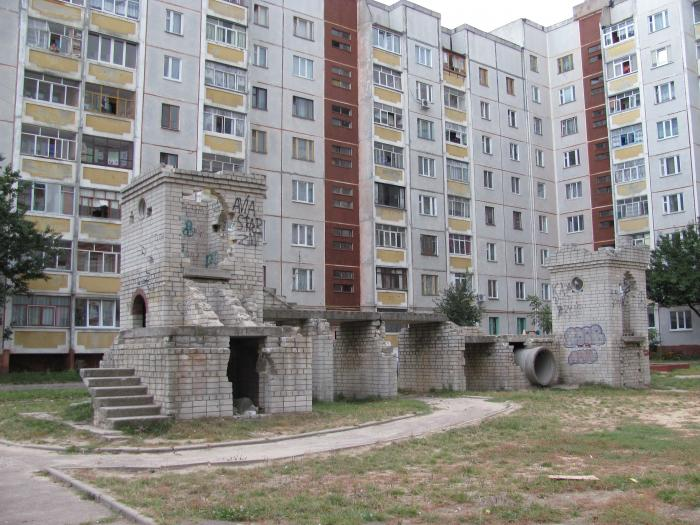
Одна з "дитячих фортець" перед знесенням

Цікавою особливістю дитячих майданчиків по вулиці були цегляні двобаштові фортеці. Зведені разом з багатоповерхівками, за два десятки років вони зазнали руйнації і стали аварійними. У 2014 році більшість "фортець" були знесені. Остання з башт була демонтована в 2020 році. 
Приблизно посередині вулиці  розміщується забудова індивідуальними будинками, яку місцеве населення називає Циганським хутором. Вважається, що даний топонім пішов від старої циганської садиби. Нині місце гіпотетичного розміщення садиби впізнається за залишком фундаменту і яблуневими посадками.

##### Березовий гай
До 80-х років XX ст. на місці парку був березовий ліс, всередині якого знаходились рівчаки від давнього русла Десни. По завершенні забудови вулиці, у березовому гаю провели асфальтовані доріжки, встановили лави і скульптури. Парк отримав назву "Комсомольський".
У 2015 р. парк знову було облаштовано: встановили нові лави, а також дитячий майданчик. Майданчик був встановлений кандидатом від пропрезидентської партії Березенка Сергія. 
До дня перемоги 2016 року було проведено оновлення інфраструктури парку. З'явились нові дерев’яні лавочки, баки для сміття. Дитячі ігрові майданчики обнесли парканом, подалі облаштували спеціальні зони для барбекю. Також в парку висадили алею бузку, а в майбутньому тут посадять й десятки інших дерев. Оновлення парку проведено працівникам компанії «УкрБуд». В той же рік в парку висадили алею дубів, на честь чернігівців полеглих у зоні АТО. Кожне дерево іменне і позначене відповідною табличкою.

У 2017 році стався конфлікт громадськості із місцевим забудовником щодо передачі близько півтора гектари площі парку під багатоповерхову забудову. 6 червня у Деснянському районному суді м. Чернігова відбувся розгляд позову забудовника «УкрСіверБуд» до міської ради щодо забудови Березового гаю. Місцева громада, а також міські еко-активісти, в цей же день вийшли на протестну акцію-перфоманс "Пікнік біля суду" відстоюючи право збереження зеленої зони.  Ще одним громадським актом стало закладання капсули із протестним листом, яка буде відкрита в разі поновлення будівництва. Суд відхилив позов забудовника.

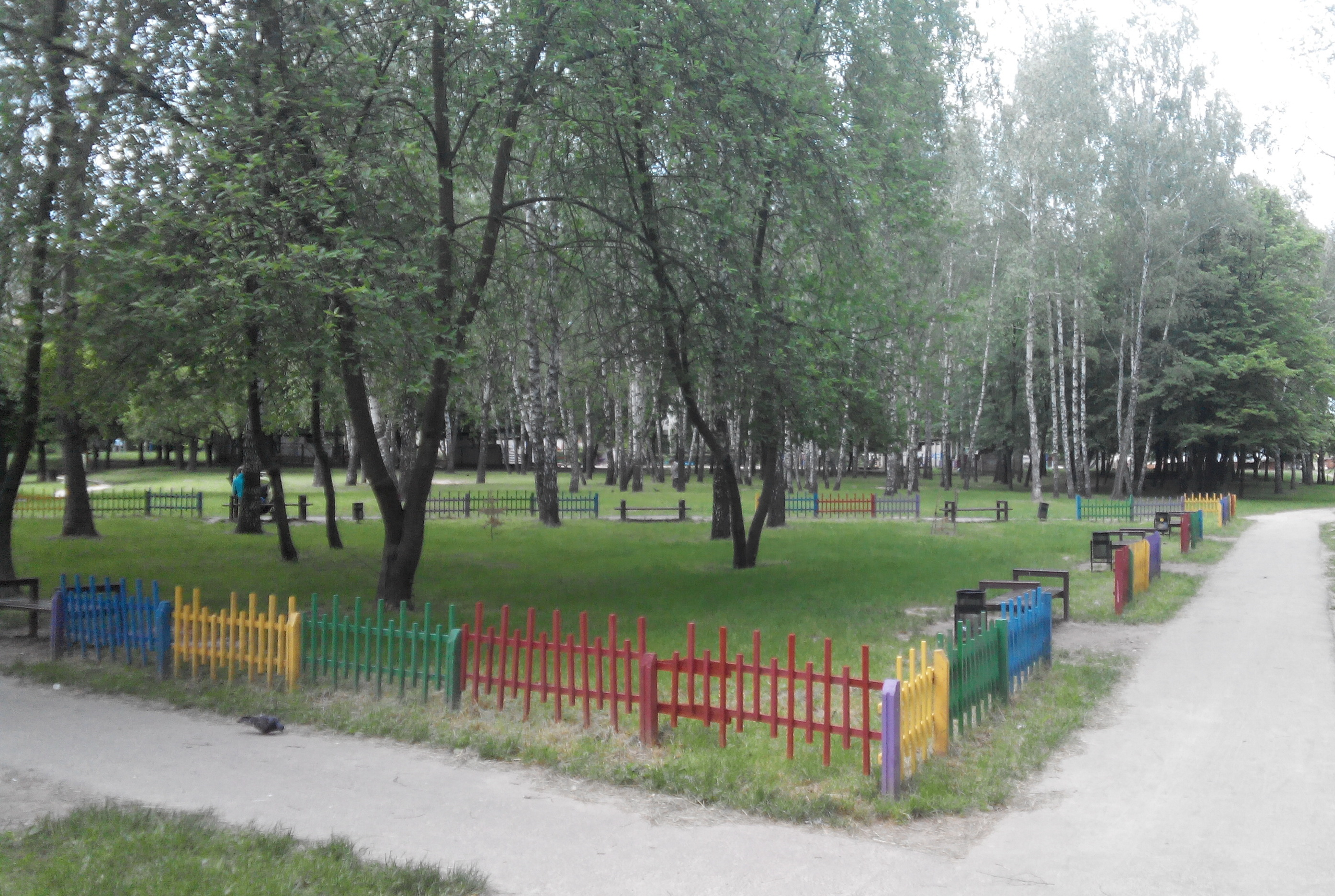
Березовий гай влітку 2017 року

 Натомість, було вирішено надати парку новий статус — районного парку. Відповідний проект рішення ухвалили на засіданні виконавчого комітету Чернігівської міської ради.
25 жовтня 2017 року почали чергову реконструкцію парку на 1,3 млн. гривень. У перші тижні заасфальтували основні стежки, які досі не мали асфальтового покриття. Планується встановлення мережі освітлення, облаштування паркувань, туалетів і велодоріжок.
У листопаді активісти, які рік боронили парк від забудови, провели акцію засадження пустирів молодими деревами. Причиною тому слугували побоювання, щодо повторної спроби забудувати парк. Оскільки апеляційний суд скасував рішення попередньої судової інстанції щодо заборони будівництва, справу передали до касаційної інстанції.
Час від часу у парку влаштовують деякі міські свята.

## Назва
10 липня 2024 року перейменовано на вулицю Володимира Коваленка.

## Об'єкти

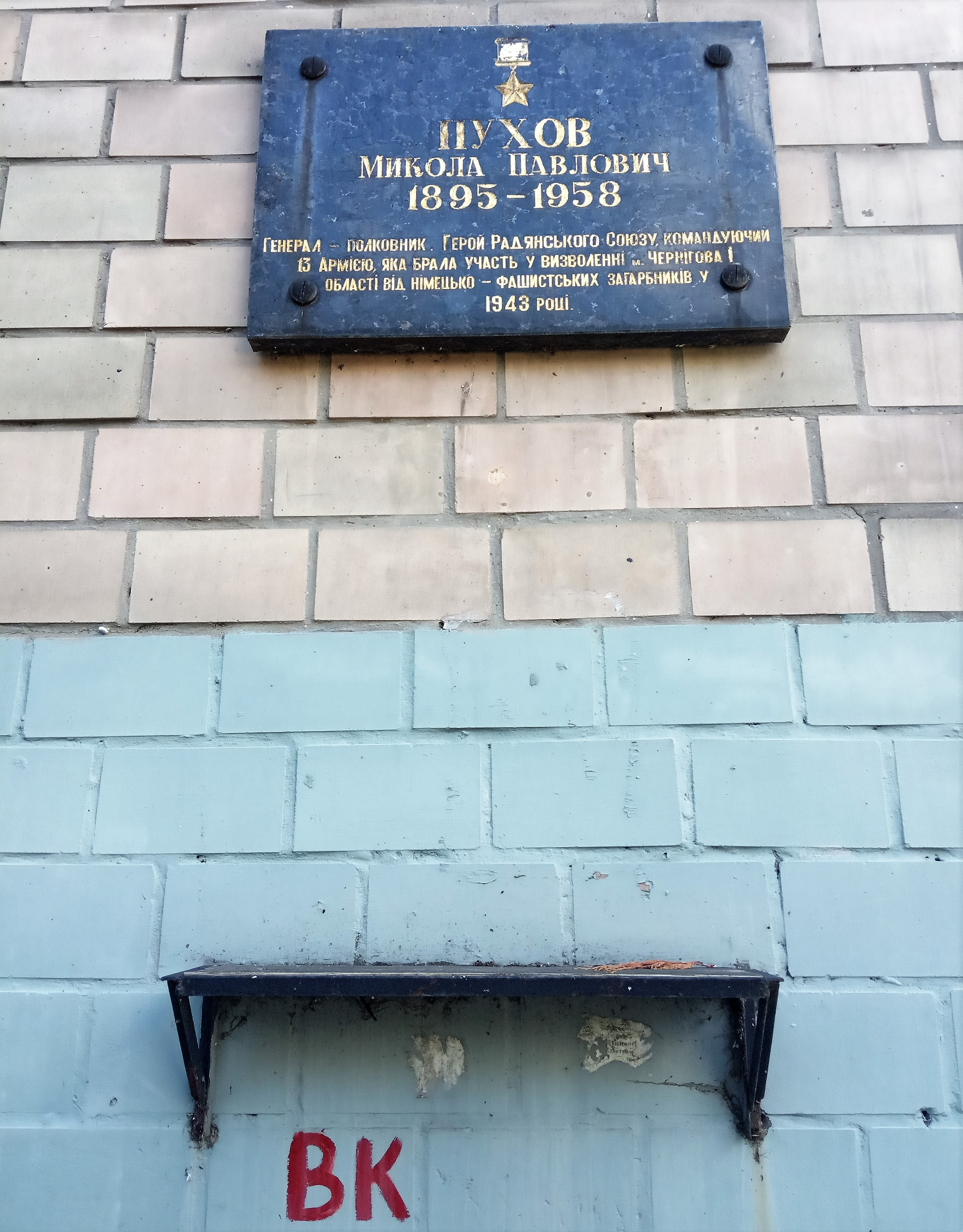
Генерала Пухова вулиця, табличка
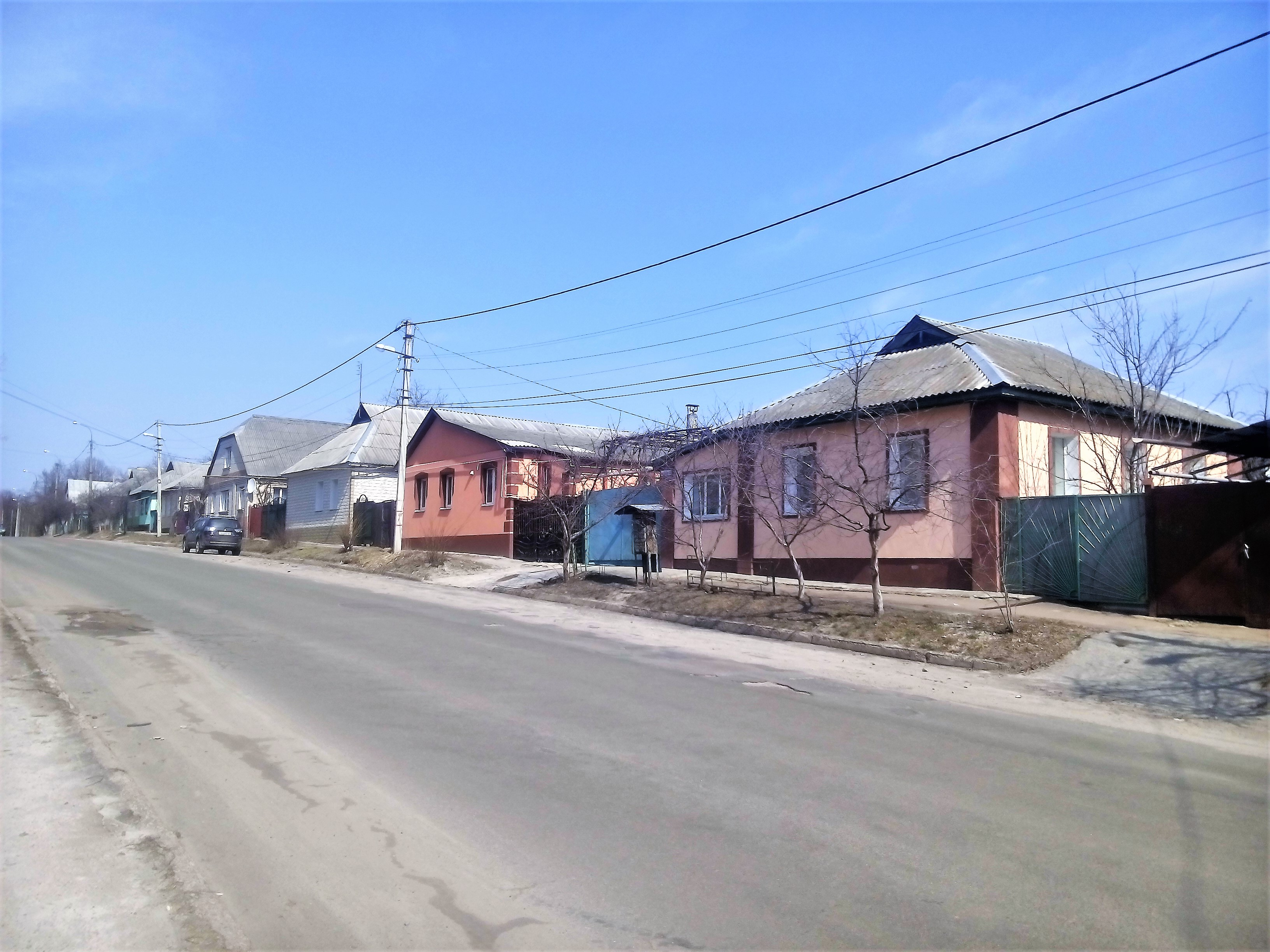
Приватний сектор на вулиці Володимира Коваленка, весна 2018
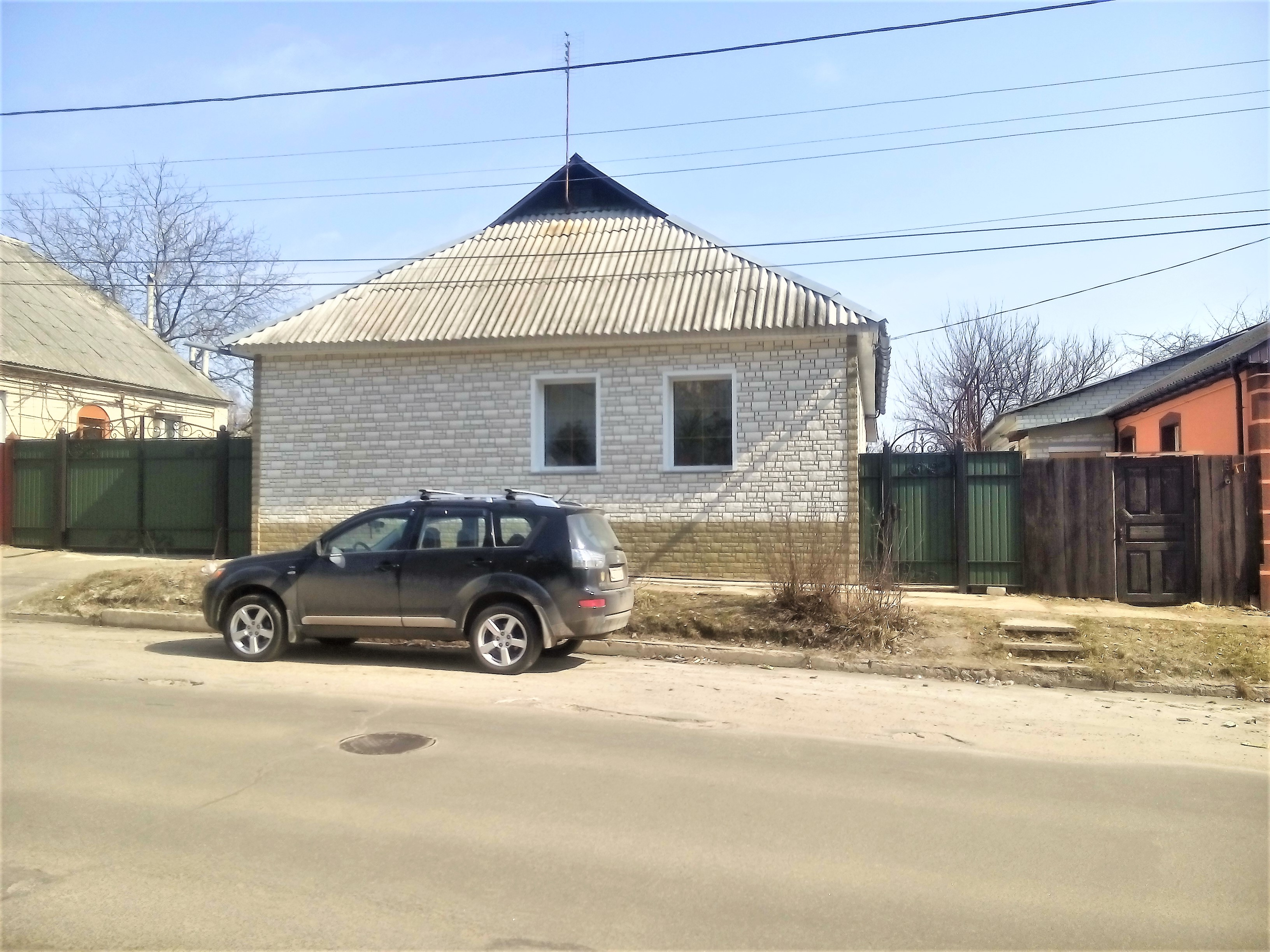
Приватний сектор на вулиці Володимира Коваленка, весна 2018
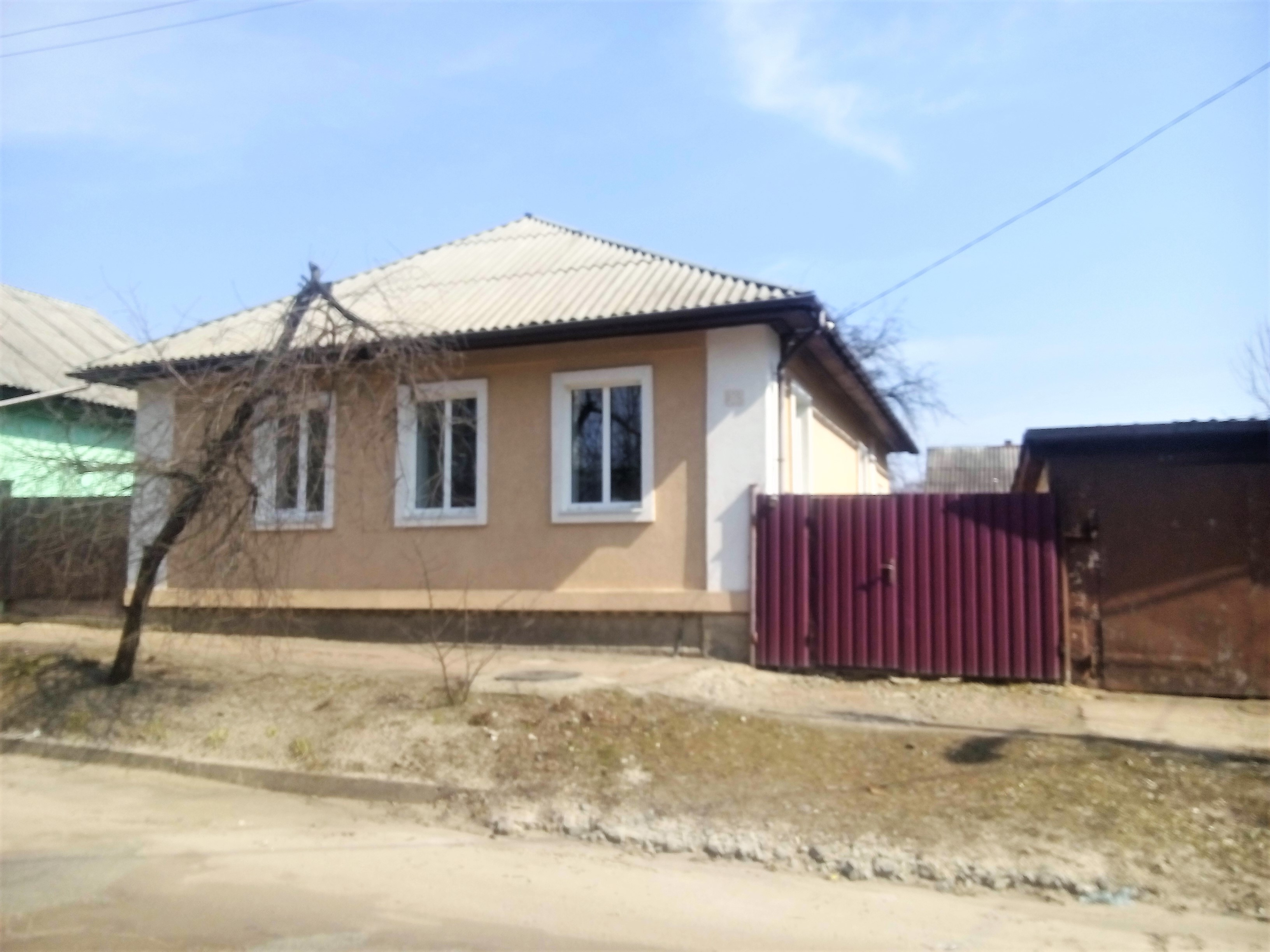
Приватний сектор на вулиці Володимира Коваленка, весна 2018

На вулиці Коваленка розташовані такі об'єкти:
- буд. № 140 — супермаркет Квартал і перукарня "Каприз"[9];
- буд. № 142 — відділення №8 Нової пошти, аптека "Ескулап", Ломбард "Партнер", супермаркет "Аврора", магазин "Чесна ціна" і піцерія "Базис"[10];